# Aeschi bei Spiez
Aeschi bei Spiez is een gemeente en plaats in het district Frutigen-Niedersimmental van het Zwitserse Kanton Bern. De gemeente telt 2.166 inwoners.
Het dorp biedt een breed uitzicht over de Thunersee, de aan het meer gelegen toeristenstad Interlaken en de bergen die rondom het meer zijn gelegen zoals de 1963 m hoge Niederhorn. Naar de andere zijde is er bijvoorbeeld zicht op de Niesen (2362 meter hoogte). Het dorp ligt op een plateau op 860 meter hoogte.

## Wintersport
Het wintersportgebied van Aeschi heeft 10 km pistes. Er zijn twee sleepliften bij Aeschiried (1015 meter hoogte) en twee trainingsliften, waarvan één midden in het dorp Aeschi, de Lucky Aeschi. Er zijn goede mogelijkheden voor langlaufen en wandelen in de sneeuw. Het gebied is niet sneeuwzeker. Het Suldwald met het Wildbachspur voor langlaufers heeft meer sneeuwzekerheid.